# 박정양
박정양(朴定陽, 1842년 2월 4일(1841년 음력 12월 24일) ~ 1905년 12월 15일(음력 11월 19일))은 조선 후기의 문신, 외교관, 내각총리대신을 지낸 대한제국의 정치가 겸 외교관이다. 구한말의 온건 개화파 정치인으로 활동하였으며, 김홍집 내각에 참여하였다. 조선 시대 첫 주미국 대사이기도 했다.

## 개요
1866년(고종 3) 문과에 급제, 참판 등을 지내고, 1881년 조사 시찰단을 조직하여 일본의 문물을 시찰하고 돌아와 관제 개정을 추진했다. 87년 미국특파 전권대사로 부임하여 외교활동을 하다가 청나라의 압력으로 귀국해야 했다. 1894년 1차 김홍집 내각의 학부대신이 되고, 이듬해 김홍집 내각이 붕괴하자 내각총리대신이 되어 과도내각을 조직했다. 그 뒤 갑오개혁 때 군국기무처의 회의원이 되고 제2차 김홍집 내각의 학부대신을 지냈다.
갑오경장 및 개혁에 참여했고, 1895년 김홍집 내각 붕괴 후 내각총리대신으로 을미개혁을 추진, 과도내각을 조직하고 개혁 정책을 추진하려 했으나 수구파와 위정척사파의 방해로 실패했다. 후에 독립협회, 만민공동회 등에도 가담했으나 수구파의 방해와 위정척사파의 맹비난으로 좌절했다. 자는 치중(致中), 호는 죽천(竹泉), 시호는 문익(文翼), 본관은 반남이다. 한성부 출신이다.

## 생애

### 생애 초반
정조의 후궁인 수빈 박씨의 친정 일족으로, 판관과 강서현령을 지낸 박제근(朴齊近)의 아들이다. 수빈 박씨의 친정아버지 박준원의 형 박윤원의 4대손이다. 증조부 박종여(朴宗與)는 서흥부사를 지냈고 할아버지 박운수(朴雲壽)는 순흥부사를 지냈다. 어려서 먼 친척인 박규수의 문하에서 수학하였고, 유대치의 문하에 출입하며 김윤식, 김홍집, 김옥균 등과 만나 교분을 쌓았으며 오경석의 문하에도 출입하였다.
1864년(고종 1년) 증광과 생원시에 병과로 입격하여 생원이 되고 성균관에서 유생으로 수학하였다. 1866년(고종 3년) 정시 문과(庭試文科)에 병과(丙科)로 급제하여 관직에 올랐으며 온건개화파의 한 사람으로 활동했다. 1879년 형조참의, 형조참판 등을 지내고 1881년 윤웅렬, 어윤중, 홍영식, 조병직, 조준영 등과 함께 신사유람단(紳士遊覧團)의 일원으로 일본을 방문했다. 이때 일본의 정부기관은 물론 각종 사업기관과 조폐공장 등을 시찰하고 돌아와서 관제 개혁, 급여의 화폐지급, 관습법의 성문법화 추진 등 근대화 정책 추진에 참가했다. 일본을 시찰하고 제물포를 통해 귀국, 이용사 당상 경리사(理用司 堂上 經理事)가 되었다.

### 개혁 정책과 외교 활동
이후 같은 해 1881년 관제 개혁과 복식 개혁, 연좌제 등 악형 폐지 등에 앞장섰으며, 이듬해 1882년 성균관대사성, 이조 참판, 승정원 좌승지를 거쳐 1883년에 한성부좌윤(漢城府左尹)이 되었다. 그해 기기국 총판(機器局總辦), 내무부 협판, 협판군국사무(協辦軍國事務), 사헌부대사헌, 이조참판, 협판교섭통상사무(協辦交涉通商事務) 등을 역임하고, 승정원도승지·협판내무부사를 지냈다.

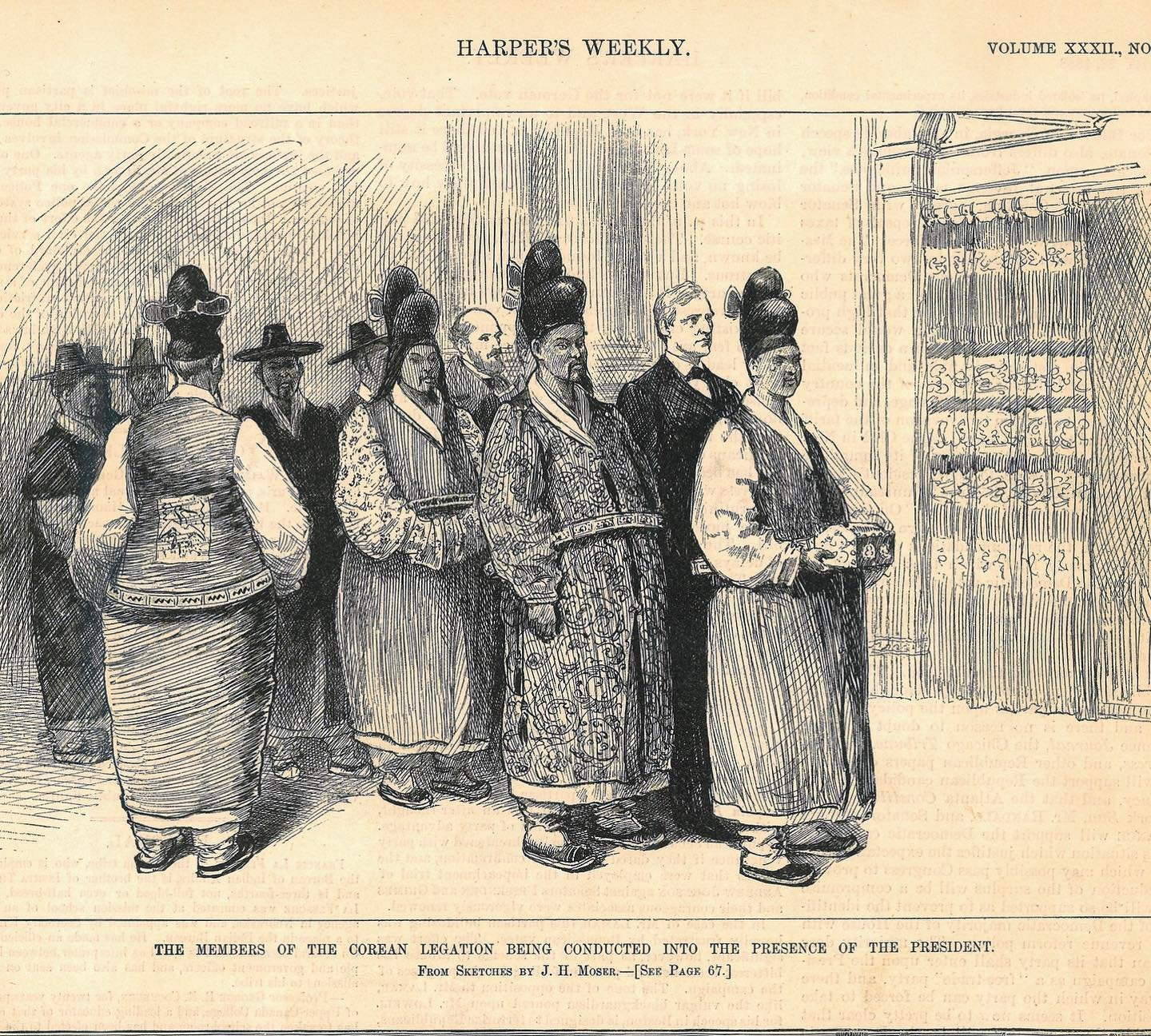
클리블랜드를 알현하기 위해 대기중인 조선 외교관들

1887년(고종 24년) 다시 협판내무부사(協辦內務府事)가 되었다가 그해 미국 특파 전권대사로 임명되었으나 조선주재 청나라군 최고사령관 원세개(袁世凯)의 압력으로 출발하지 못하고 한성에 머무르며 출발을 연기하였으나 그해 연말에 청나라의 방해 공작을 무릅쓰고 제물포 항에 정박된 상선을 타고 비밀리에 건너갔다. 미국 워싱턴 D.C.에 부임하여 미국 대통령 클리블랜드에게 신임장을 제정받는 등 외교활동을 하였으며, 그의 미국행은 조선인 최초의 외교관 파견이었다. 이때 그는 백악관 대통령 관저에서 수행원들과 함께 미국 대통령에게 큰 절을 하자 클리블랜드가 매우 당황해하여 화제가 되었다고 한다.
그는 서광범 등과 함께 미국에서 조선을 자주 독립국으로 승인해줄 것을 요청하였고, 미국은 조선을 청나라의 속국이 아닌 동등한 외교국가로 인정하였다. 그 뒤 청나라의 압력으로 사직하고 1889년 귀국하였다.

### 미국 전권대신 활동
고종이 박정양을 미국 전권대신으로 임명한 것은 1887년 7월 8일로 임명 후 한달 남짓 부임준비를 한다음 고종에게 하직 인사를 하고 미국으로 출발하려고 했다. 그러나 출발 직전 청국(淸國)의 항의로 출발을 늦추지 않으면 안 되었다. 청국은 외교사절을 서양에 파견하려면 왜 미리 상의 하지 않았느냐고 따지고 국가 재정이 어려운데 외교사절을 미국에 상주 시킨다는 것은 무리라는 것이었고 또한 외교 사절의 호칭문제를 문제 삼았다.
그러나 교섭을 벌인 끝에 호칭은 전권공사의 호칭을 사용하되, 청나라의 요구를 받아들이겠다고 약속하여 위안 스카이와 영약삼단(另約三端) 조약을 맺었다. 영약삼단의 내용은 "조선의 외교사절(공사)은 ① 주재국에 도착하면 먼저 청국공사를 찾아와 그의 안내로 주재국 외무성에 간다. ② 회의나 연회석상에서 청국공사의 밑에 자리를 잡는다.③ 중대사건이 있을 때 반드시 청국공사와 미리 협의한다. "라는 것이었다.

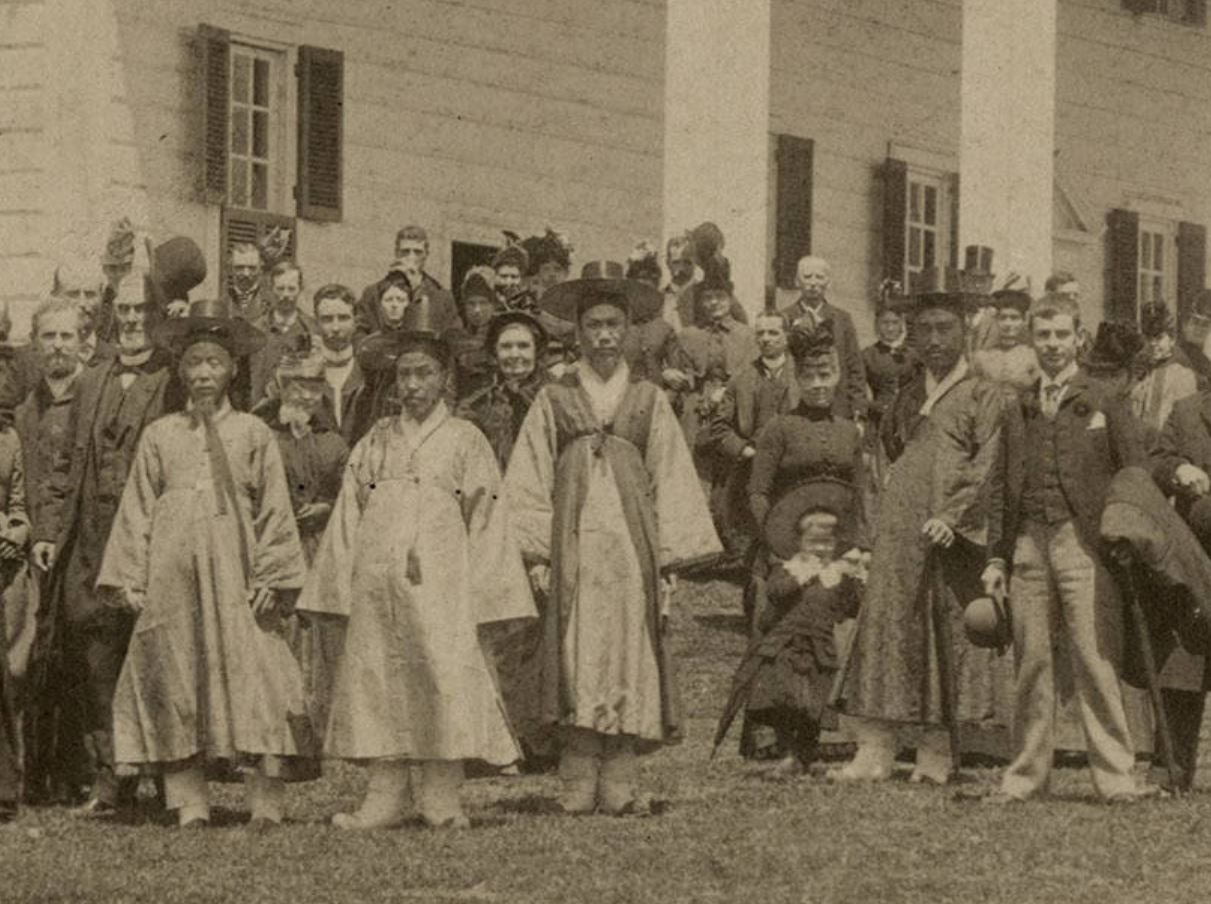
조지 워싱턴의 별장인 마운트 버논을 방문한 조선 외교관들. 왼쪽에서 두 번째가 박정양.

그러나 박정양은 미국에 도착해서부터 영약삼단을 무시하고 독자적인 외교활동을 했다. 워싱턴에 도착하고 그 다음날 1월 10일 미국 국무성으로 베이어드 국무장관을 예방하여 한문으로 쓴 국서의 부 본과 영문독본을 제출하고 미국 대통령에게 국서를 봉정하는 날자를 잡았다. 이러한 사실을 안 워싱턴 주재 청국공사는 박정양에게 사람을 보내어 영약삼단을 이행 하라고 따졌다. 그러나 박정양은 본국을 떠나 올 때 너무 급하게 서둘다가 정부의 지시를 자세히 받지못하고 왔으며 영약삼단을 따를 수 없다고 영약삼단을 지키지 않았다. 박정양은 계속 영약삼단을 지키지 않고 청국공사와의 불화 등이 문제가 되어 부임한지 11개월만에 귀국하게 되었다.
박정양은 미국에서 전권대신으로 활동한 경험을 1888년 미속습유'(美俗拾遺)에 썼다. 박정양은 미속습유에서 "이 나라는 여러 사람이 마음을 합해 만든 나라로 권리가 주인인 백성에게 있다. 그러므로 비록 보잘것없는 평민이라 할지라도 나랏일을 자기 일처럼 돌보아 마음과 몸을 다하여 극진히 하지 않음이 없다. "라면서 미국의 민주주의를 기억했다.

### 김홍집 내각
1889년에 귀국하여 홍문관부제학이 되었고, 위안스카이는 그를 처벌할 것을 압력을 행사하였지만 고종은 그를 1892년 전환국관리(典圜局管理)에 임명하였다.
이후 1894년 호조 판서·교정청 당상·한성부 판윤(음력 6월 24일~음력 7월 4일)을 지내고 갑오개혁으로 군국기무처가 신설되자 회의원(會議員)이 되었다. 동년 11월 김홍집의 2차 내각에 학부대신이 되었다.
1895년 삼국간섭으로 김홍집 내각이 붕괴되자 혼란을 수습하고 내각 총리대신 서리에 임명되어 되어 과도 내각을 조직했다가 왕궁 호위병 교체 문제로 사표를 제출했으나, 일본의 협조로 유임되었다. 이해 7월 내각총리대신 서리를 사임하였다.
1895년 8월 일본 낭인과 내통한 조선인 병력들이 대궐에 난입, 명성황후가 살해되는 을미사변(乙未事變)으로 서광범 등과 함께 위정척사파 및 수구파의 대대적인 탄핵, 정치공세를 받고 파면되었다가, 3차 김홍집내각의 내부대신이 되었다. 을미사변 당시 조정의 요직에 있었다는 이유로 위정척사파들로부터 왕비 살해 공모자로 몰려 최익현, 윤용선 등으로부터 수시로 규탄을 당했다.

### 생애 후반
1896년(고종 33년) 아관파천(俄館播遷)이 일어나 김홍집이 수구파, 위정척사파 측에 의해 살해되자 내부대신으로 총리대신 서리와 궁내부대신 서리를 겸임했다. 이해 양력 9월 내각을 의정부로 개혁하자 의정부참정대신(參政大臣)이 되고 1896년(건양 1년) 서재필, 윤치호, 이상재 등과 독립협회를 조직하였다. 이어 윤치호, 이상재 등의 주도로 만민공동회가 조직되자 정부측 대표로 참석, 이후 만민공동회에 계속 참석하였다.
독립협회가 주최하는 1898년(광무 2년) 10월의 만민공동회에 참석, 시정의 개혁을 약속했으나 수구파와 위정척사파의 반대로 좌절되었다. 양력 11월 황국협회가 폭력으로 독립협회를 탄압한 사건이 일어나 내각이 경질(更迭)되자 사직서를 올렸지만, 다시 고종에 의해 내무부대신이 되었다.
월남 이상재는 그의 문하생이다. 조선 말기의 불편부당한 온건중립파로서 진보적인 개화사상을 가지고, 서재필, 윤치호, 이상재 등 개화파인사들의 정치적 후견인으로 이들을 후원하였다.

### 최후
1904년 궁내부특진관과 홍문관 학사(弘文館學士)를 거쳐 9월 표훈원 총재(表勳院總裁)에 임명되었으며 대한제국 정부에서 주는 태극훈장(太極勳章)을 수여받았다. 초조함과 긴장이 심해져 번열증(煩熱症)을 앓았으며 과로로 병이 심해져 1904년 11월 14일 표훈원 총재직을 사퇴하였고, 1905년 을사늑약 당시에는 반대 상소를 올렸다. 그해 12월 15일 (음력 11월 19일) 사망하였다.
저서로는 《죽천고 (竹泉稿)》, 편저로는 《해상일기초 (海上日記草)》, 기행문으로는 《일본내무성급농상무성시찰서계 (日本內務省及農商務省視察書啓)》, 《일본내무성시찰기 (日本內務省視察記)》, 《일본농상무성시찰기 (日本農商務省視察記)》 등이 있다.

### 사후
순종 때 문익(文翼)의 시호가 내려졌다. 오랫동안 잊혀졌다가 1980년대부터 재조명되기 시작하였고, 1984년에는 그의 문집을 한글로 간행한 박정양 전집 5권이 간행되었다.

## 저서
- 《죽천고》
- 《해상일기초 (海上日記草)》
- 《동서계 (同書啓)》

### 기행문
- 《일본내무성시찰기 (日本內務省視察記)》
- 《일본농상무성시찰기 (日本農商務省視察記)》
- 《미속습유 (美俗拾遺)》: 푸른역사에서 우리말로 옮겨서 출간함. 번역가는 한철호 동국대학교 교수.

### 공저
- 《일본문견사건 (日本聞見事件)》

### 작품
서예에도 능하여 여러 작품이 있으나 현재는 일본내무성급농상무성시찰서계 등 소수만이 전한다.
- 일본내무성급농상무성시찰서계

## 평가
개화에 앞장서며 온건 개화파 인사들을 보호하는 역할을 하다가 정쟁에 휘말렸다는 평가가 있다. 한편 '1898년 독립협회가 주최하는 만민공동회에 참정대신으로 참석하여 시정의 개혁을 약속하는 등 개화에 앞장서기도 했지만, 철저하게 일본에 의존하고 결탁하는 친일적인 역할을 충실히 수행했다.'는 시각도 있다.
대한제국 당시 불편부당한 온건 중립파로서 진보적인 개화사상을 갖고 이상재 등 개화파 인사들의 뒤를 돌보았다.

## 가족 관계
- 고조부 : 박윤원(朴胤源)
  - 증조부 : 박종여(朴宗輿)
    - 할아버지 : 박운수(朴雲壽, 1797년 - 1841년)
      - 아버지 : 박제근(朴齊近, 1819년 - 1885년)
      - 어머니 : 이응재(李應在)의 딸

    - 본처 : 양주 조씨(楊州 趙氏, ? - 1892년 1월), 조병위(趙秉瑋)의 딸
      - 장녀 : 반남 박씨(潘南朴氏)
      - 차녀 : 반남 박씨(潘南朴氏)
      - 장남 : 박승길(朴勝吉, 1871년 - 1891년 11월)
      - 자부 : 한산 이씨(韓山 李氏, ? - 1950년 8월)

    - 후처 : 인동 장씨(仁同 張氏)
      - 차남 : 박승철(朴勝喆, 1897년 ~ ?)
      - 삼남 : 박승희(朴勝喜, 1901년 8월 17일 ~ 1964년 7월 15일), 극작가

## 같이 보기
| - 갑신정변 - 갑오경장 - 박영효 - 김홍집 - 유홍기 - 박규수 - 이상재 - 윤치호 - 이승만 - 홍영식 - 서재필 - 서재창 - 변수 | - 을미개혁 - 박원양 - 박영교 - 민영익 - 이동인 - 서재필 - 오경석 - 유길준 - 김옥균 - 박중양 - 서광범 - 이승훈 - 홍순목 | - 이상재 - 윤치영 - 김규식 - 김구 - 안경수 - 이동휘 - 이동녕 - 이시영 - 함태영 - 독립협회 |

## 참고 자료
- 박정양, 조선시대 포쇄일기 (최강현 역, 신성출판사, 1999)
- 국사편찬위원회, 《동학란 기록 (상)》 (국사편찬위원회, 1974)
- 박은식, 《한국통사》(대동편역국, 1915)
- 《글로벌 세계대백과사전》,  〈개화정책과 그 반향〉